# Johann Amman

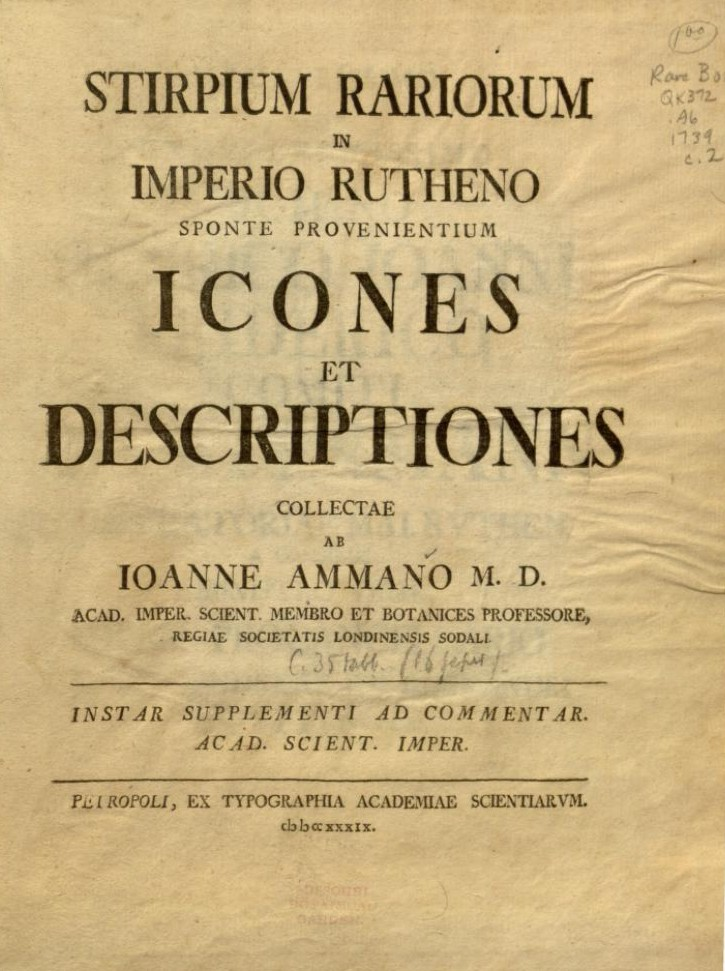
Omslag van Stirpium Rariorum

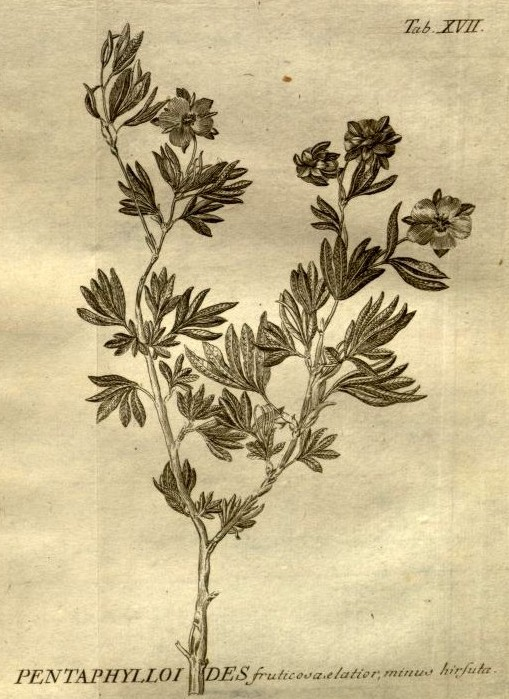
Dasiphora fruticosa (L.) Rydb.
Struikganzerik Stirpium Rariorum

Johann Amman, Johannes Amman of Иоганн Амман (22 december 1707 in Schaffhausen – 14 december 1741 in Sint-Petersburg), was een Zwitsers-Russische botanicus, lid van de Royal Society en hoogleraar botanie aan de Russische Academie van Wetenschappen in Sint-Petersburg. Hij is vooral bekend om zijn Stirpium Rariorum in Imperio Rutheno Sponte Provenientium Icones et Descriptiones gepubliceerd in 1739 met beschrijvingen van zo'n 285 planten uit Oost-Europa en Roethenië (nu Oekraïne). De platen zijn niet ondertekend, hoewel een gravure op het inwijdingsblad van het werk is ondertekend met "Philipp Georg Mattarnovy", een Zwitsers-Italiaanse graveur, Filippo Giorgio Mattarnovi (1716-1742), die werkte aan de Academie van St. Petersburg.
Amman was een student van Herman Boerhaave te Leiden waar hij in 1729 afstudeerde als arts. Hij kwam in 1729 uit Schaffhausen in Zwitserland om Hans Sloane te helpen bij het samenstellen van zijn collectie natuurlijke historie. Sloane was oprichter van de Chelsea Physic Garden en oprichter van het British Museum. Amman ging op uitnodiging van Johann Georg Gmelin (1709-1755) naar Sint-Petersburg en werd lid van de Russische Academie van Wetenschappen, en stuurde regelmatig interessante planten, zoals Gypsophila paniculata terug naar Sloane. Linnaeus onderhield een levendige correspondentie met Amman tussen 1736 en 1740.
Amman stichtte in 1735 de Botanische Tuin van de Academie van Wetenschappen op het Vasiljevski-eiland in Sint-Petersburg. In 1739 trouwde hij met Elisabetha Schumacher, dochter van Johann Daniel Schumacher, de hofbibliothecaris in Sint-Petersburg.
Ammannia van de Kattenstaartfamilie werd niet genoemd naar Johann Amman, maar naar Paul Amman (1634-1691), botanicus, fysioloog en directeur van de Hortus Medicus aan de Universiteit Leipzig en die in 1675 werk publiceerde over Materia medica.